# Waldviertler Straße
De Waldviertler Straße B2 is een Bundesstraße in de Oostenrijkse deelstaat Neder-Oostenrijk.
De B2 begint in Schöngrabern op een kruising met de  B303 en loopt via  Horn naar de Tsjechische grens bij Brand-Nagelberg. De B2 is 98 kilometer lang. 

## Routebeschrijving
De B2 begint in Schöngrabern op een kruising met de B303. De weg loopt in westelijke richting door Eggenburg, waar ze de B35 kruist. De B2 loopt vervolgens naar Horn, waar ze ten zuidwesten van stad op een rotonde aansluit op zowel de B4 als de B34. Vanaf de rotonde loopt de B2 samen met de B34 naar de afrit waar de B2 kruist en loopt weg in westelijke richting als rondweg van Horn en in oostelijke richting naar de B4. De weg loopt verder door Brunn an der Wild waar de B32 aansluit. De weg loopt door Göpfritz an der Wild waar op een rotonde  de B5 aansluit. De B2 loopt door Schwarzenau en Vitis waar ze bij Schrems een aansluiting kent van de B41. Verder naar het westen sluit ten oosten van Kottinghörmanns de B30 aan. De B2 loopt door Kottinghörmanns, waarna ze eindigt ten westen van Neu-Nagelberg, op de grens met Tsjechië, van waar ze overgaat in de S24 naar České Budějovice.

## Geschiedenis

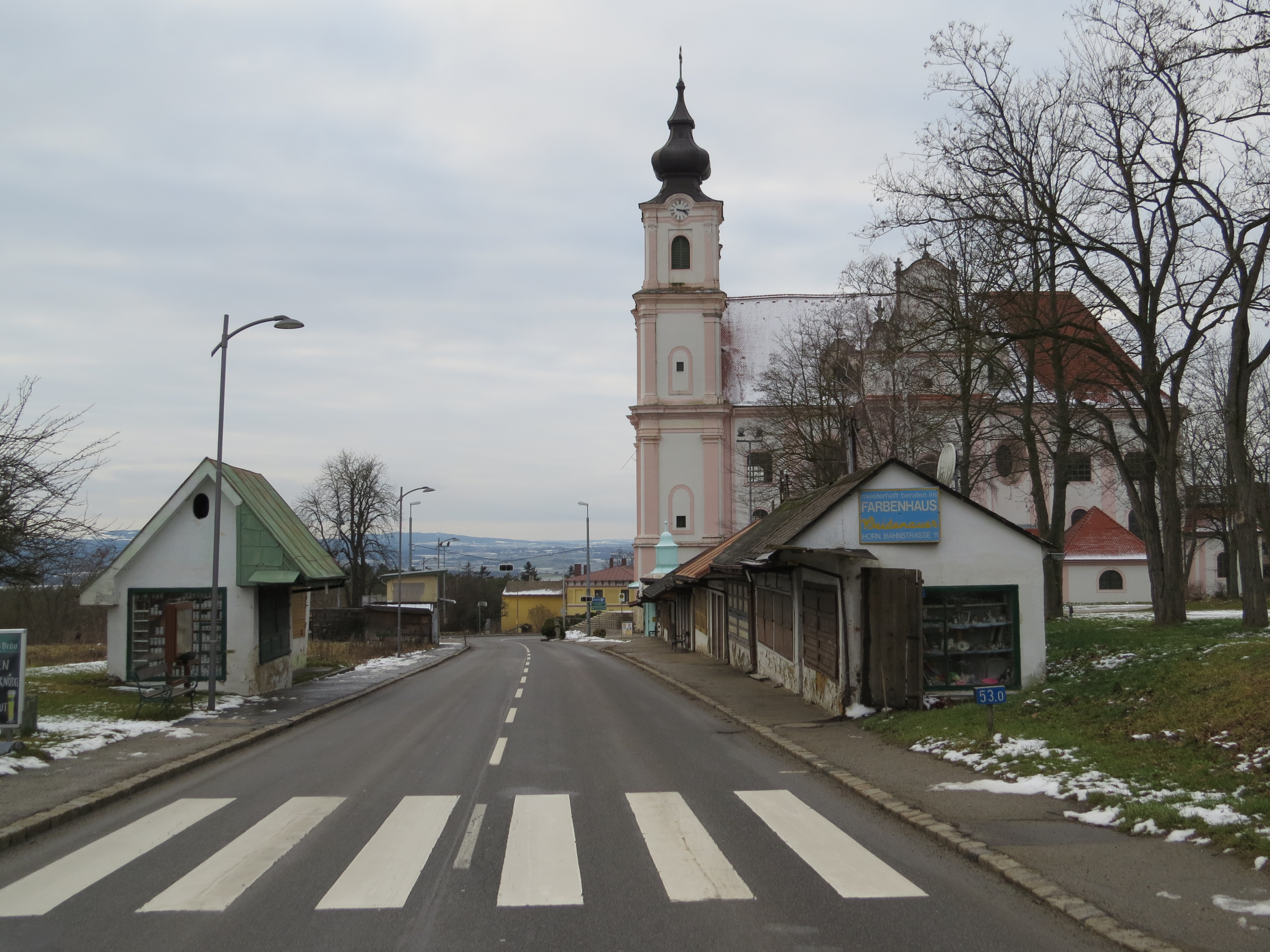
De Waldviertler Straße in Maria Dreieichen (Januari 2018)

In 1834 had de Prager Reichsstraße negen tolstations. Deze tolstations lagen in Schwarzbach, Schrems, Schwarzenau, Stegersbach, Göpfritz, Horn (aan de beide stadspoorten), Maissau en Weikersdorf, en leverden de staatskas ongeveer 16.000 gulden op.
De Horner Straße tussen Stockerau en de grens bij Nagelberg hoorde bij de lijst met  Reichsstraßen, die in 1921 zijn hernoemd naar Bundesstraßen. 
Tot 1938 had de Horner Straße het wegnummer B3, echter na de Anschluss in 1938 en het einde van de Tweede Wereldoorlog in 1945 was de Horner Straße onderdeel van de Reichsstraße 170.
De Eggenburger Straße tussen Horn en Schöngrabern is sinds 1 januari 1950 opgenomen in de lijst van Oostenrijkse Bundesstraßen. 
Tot 1999 werd dit wegnummer gebruikt voor de weg tussen Hollabrunn en de Tsjechische grens bij Kleinhaugsdorf, die als  "Znaimer Straße" bekend stond. Deze maakt nu deel uit van de B303, daarentegen behoorde de huidige B2 tot 1999 tot de B303.

## Trivia
Het gedeelte tussen Horn en de Tsjechische grens bij Neus-Nagelburg maakte reeds deel uit van de voormalige Reichsstraße tussen Wenen en Praag. Tegenwoordig loopt de B4 tussen Stockerau en Horn over dit traject.
B1 · 
B2 · 
B3 · 
B4 · 
B5 · 
B6 · 
B7 · 
B8 · 
B9 · 
B10 · 
B11 · 
B12 · 
B13 · 
B14 · 
B15 · 
B16 · 
B17 · 
B18 · 
B19 · 
B20 ·  
B21 · 
B22 · 
B23 · 
B24 · 
B25 · 
B26 · 
B27 · 
B28 · 
B29 · 
B30 · 
B31 · 
B32 · 
B33 · 
B34 · 
B35 · 
B36 · 
B37 · 
B38 · 
B39 · 
B40 · 
B41 · 
B42 · 
B43 · 
B44 · 
B45 · 
B46 · 
B47 · 
B48 · 
B49 · 
B50 · 
B51 · 
B52 · 
B53 · 
B54 · 
B55 · 
B56 · 
B57 · 
B58 · 
B59 · 
B60 · 
B61 · 
B62 · 
B63 · 
B64 · 
B65 · 
B66 · 
B67 · 
B68 · 
B69 · 
B70 · 
B71 · 
B72 · 
B73 · 
B74 · 
B75 · 
B76 · 
B77 · 
B78 · 
B79 · 
B80 · 
B81 · 
B82 · 
B83 · 
B84 · 
B85 · 
B86 · 
B87 · 
B88 · 
B89 · 
B90 · 
B91 · 
B92 · 
B93 · 
B94 · 
B95 · 
B96 · 
B97 · 
B98 · 
B99 · 
B100 · 
B105 · 
B106 · 
B107 · 
B108 · 
B109 · 
B110 · 
B111 · 
B113 · 
B114 · 
B115 · 
B116 · 
B117 · 
B119 · 
B120 · 
B121 · 
B122 · 
B123 · 
B124 · 
B125 · 
B126 · 
B127 · 
B129 · 
B130 · 
B131 · 
B132 · 
B133 · 
B134 · 
B135 · 
B136 · 
B137 · 
B138 · 
B139 · 
B140 · 
B141 · 
B142 · 
B143 · 
B144 · 
B145 · 
B146 · 
B147 · 
B148 · 
B149 · 
B150 · 
B151 · 
B152 · 
B153 · 
B154 · 
B155 · 
B156 · 
B158 · 
B159 · 
B160 · 
B161 · 
B162 · 
B163 · 
B164 · 
B165 · 
B166 · 
B167 · 
B168 · 
B169 · 
B170 · 
B171 · 
B172 · 
B173 · 
B174 · 
B175 · 
B176 · 
B177 · 
B178 · 
B179 · 
B180 · 
B181 · 
B182 · 
B183 · 
B184 · 
B185 · 
B186 · 
B187 · 
B188 · 
B189 · 
B190 · 
B191 · 
B192 · 
B193 · 
B197 · 
B198 · 
B199 · 
B200 · 
B201 · 
B202 · 
B203 · 
B204 · 
B205 · 
B209 · 
B210 · 
B211 · 
B212 · 
B213 · 
B214 · 
B215 · 
B216 · 
B217 · 
B218 · 
B219 · 
B220 · 
B221 · 
B222 · 
B223 · 
B224 · 
B225 · 
B226 · 
B227 · 
B228 · 
B229 · 
B230 · 
B303 · 
B305 · 
B309 · 
B310 · 
B311 · 
B316 · 
B317 · 
B319 · 
B320